# Шлипко, Тадеуш
Таде́уш То́маш Шли́пко (пол. Tadeusz Tomasz Ślipko; 18 января 1918, Стратин, Польша — 1 мая 2015, Краков, Польша) — польский священник, профессор, иезуит, философ, специализирующийся на вопросах этики. В сфере этики подробно занимается вопросами биоэтики, экологии, генной инженерии и дородовой диагностики. Автор работ, посвящённых вопросам этики естественных человеческих сообществ, от простейших, таких как брак и семья, до сложных международных сообществ.

## Биография
Тадеуш Томаш Шлипко, сын Яна и Марии из рода Вежбинских, родился в Стратине, Рогатинского повята. После смерти отца в 1923 году вернулся с матерью в родной город его родителей — Грудек Ягелонский (ныне — г. Городок Львовской области на Украине), где в 1936 году он получил среднее образование. В 1937 году он начал своё обучение в университете города Львова.
12 октября 1939 года он вступил в орден иезуитов и в провёл двухлетний новициат в Старом Селе, неподалёку от Кросно. В период 1941—1944 годов он учился философии на факультете философии Общества Иисуса в Кракове, перенесённом из-за войны в город Новы-Сонч. Богословие он изучал сначала на иезуитском факультете теологии общества Боболанум, который также из-за войны переехал из Люблина в Новы-Сонч, а затем (1944—1946) в Старом Селе. Там же в 1947 году принял рукоположение.
С 1948 года обучался социальной этике на факультете теологии Ягеллонского университета в Кракове, получив звание магистра в 1949 году, а в 1952 году защитил докторскую диссертацию на тему «Принцип субсидиарности» (руководитель Владислав Вихер).
С 1948 года Шлипко преподавал этику на факультете философии Общества Иисуса в Кракове, а с 1963 года также и на папском факультете теологии в Кракове. 2 февраля 1957 года в Кракове он принял четыре торжественных профессиональных обета.
В 1965 году он вступил в должность доцента на кафедре философии и этики факультета христианской философии Академии католической теологии в Варшаве. В 1967 году на этом же факультете принял хабилитацию (стал почётным кандидатом), защитив работу по теме «Вопросы беспристрастной защиты тайны». В 1973 году получил звание адъюнкт-профессора, а в 1982 году — профессора. В период между 1957 и 1964 годами он занимал пост декана факультета философии Общества Иисуса в Кракове, а в 1976—1980-е годы — декана факультета христианской философии Академии католической теологии. В 1988 году вышел на пенсию, продолжая, однако, очень активную научную и писательскую деятельность.

## Научная и литературная деятельность
В научной деятельности Шлипко сосредоточился на изучении философии христианской морали. В то же время, он следил за ходом развития марксистской и других «руководящих» принципов этики, которым, в частности, он посвятил в свой первый период научной работы множество статей и обзоров. Проблематика изданных в то время его книг обуславливалась вопросами, обсуждаемых в тот момент в польском обществе. «Вопросы беспристрастной защиты тайны» (Варшава, 1968) и «Этические проблемы самоубийства» (Варшава, 1970) явились эхом обсуждаемых в то время этических вопросов, посвященных войне и оккупации. Работа «Жизнь и пол человека» (Краков, 1978) стала ответом на расширение дискуссии о сексуальной этики. Шлипко первым в польской философско-этической литературе обсудил вопросы в сфере биоэтической проблематики, которая становилась все более актуальной в свете общего развития биологических наук. Те же вопросы он осветил, в частности, и в работе «Границы жизни. Дилеммы биоэтики» (Варшава, 1978, Краков, 1994). И ещё раз вернулся к этим вопросам в книге «За жизнь или против» (Краков, 1992).
В публикации «Смертная казнь с теологической и философской точки зрения» (Краков, 2000) Шилпко выбрал предметом изучения проблематику смертной казни. В работе «На перекрестке экологии» (Краков, 1999) в сотрудничестве с Анджеем Зволинским обсудил вопросы экологической тематики.